# Baron Auckland

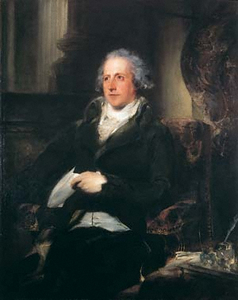
William Eden, 1. Baron Auckland

Wappen der Barone Auckland

Baron Auckland ist ein erblicher britischer Adelstitel, der je einmal in der Peerage of Ireland und der Peerage of Great Britain verliehen wurde.

## Verleihungen
Der Titel wurde erstmals am 18. November 1789 für den Diplomaten und Politiker William Eden geschaffen. Dieser war zuvor unter anderem Botschafter in Frankreich und den Niederlanden gewesen. Obwohl er Engländer war, erfolgte die Verleihung in der Peerage of Ireland, damit er den Sitz im britischen House of Commons, den er damals innehatte, nicht zugunsten eines Sitzes im House of Lords verlor.
Nach Ende seines Unterhausmandates wurde ihm am 22. Mai 1793 außerdem der Titel Baron Auckland, of West Auckland in the County Palatine of Durham, verliehen. Dieser Titel gehört zur Peerage of Great Britain und ermöglichte dem Baron schließlich doch einen Sitz im britischen House of Lords einzunehmen.

## Weitere Titel
Der 2. Baron war ein bekannter Politiker und unter anderem Vizekönig von Indien. Er wurde am 21. Dezember 1839 zum Earl of Auckland und Baron Eden, of Norwood in the County of Surrey, erhoben. Beide Titel erloschen zehn Jahre später als der Earl unverheiratet verstarb.
Die Barone stehen ferner in der Erbfolge für den 1672 in der Baronetage of England geschaffenen Titel Baronet, of West Auckland in the County of Durham, weil der 1. Baron ein jüngerer Sohn des 3. Baronets war. Dieser Titel wird zurzeit von Hon. Sir Robert Eden, 10. Baronet (* 1964), Sohn des John Eden, Baron Eden of Winton gehalten.

## Liste der Barone Auckland und Earls of Auckland

### Barone Auckland (1789)
- William Eden, 1. Baron Auckland (1745–1814)
- George Eden, 1. Earl of Auckland, 2. Baron Auckland (1784–1849)
- Robert John Eden, 3. Baron Auckland (1799–1870)
- William George Eden, 4. Baron Auckland (1829–1890)
- William Moreton Eden, 5. Baron Auckland (1859–1917)
- Frederick Colvin George Eden, 6. Baron Auckland (1895–1941)
- Geoffrey Morton Eden, 7. Baron Auckland (1891–1955)
- Terence Eden, 8. Baron Auckland (1892–1957)
- Ian George Eden, 9. Baron Auckland (1926–1997)
- Robert Ian Burnard Eden, 10. Baron Auckland (* 1962)

Mutmaßlicher Titelerbe (Heir Presumptive) ist ein Cousin des jetzigen Barons, Henry Vane Eden (* 1958).